# ジュゼッペ・ラッディ

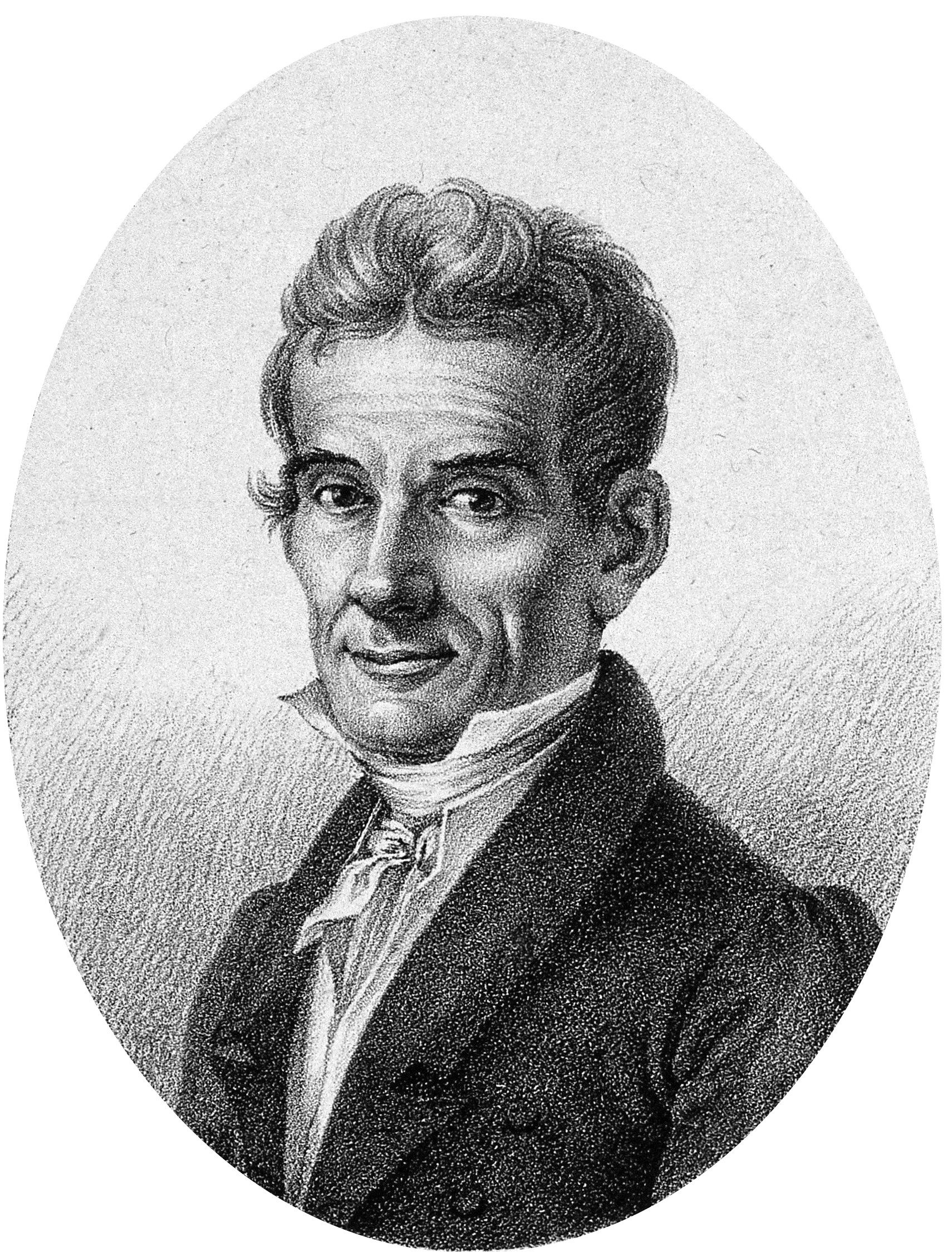
ジュゼッペ・ラッディ

ジュゼッペ・ラッディ（Giuseppe Raddi、1770年7月9日 - 1829年9月6日）は、イタリアの植物学者である。

## 生涯
フィレンツェで生まれた。貧しい家庭の出身で、薬局のメッセンジャ・ボーイとして働いた。知り合った学者のジョヴァンニ・トッツェッティ（Octavian Targioni Tozzetti）から植物学を学び、庭園で働き始め、1795年からフィレンツェの自然史博物館で働くようになった。1806年にトスカーナに集められた菌類や植物相に関して最初の論文を書いた。1807年に博物館が一時閉鎖されると、採集旅行を行った。1817年からのオーストリアが派遣したブラジルの博物学的探検に参加し、オリノコ川とアマゾン川の流域を探検し、植物や動物の採集を行ない、8ヶ月後に450の植物や種子を持ち帰った。
さらなる新しい場所の探検を求めて1827年にエジプトに向かい、多くの採集をおこなったが、帰国中に病没した。
ラッディの植物コレクションは、ピサ大学の薬草園などで保存されている。

## 著作（一部）
- Jungermanniografia etrusca. Memoria, Società tipografica, Modena （1818）
- Agrostografia Brasiliensis sive enumeratio plantarum ad familias naturales graminum et ciperiodarum spectantium quas in Brasilia collegit et desripsit, Tip. Ducale, Lucca （1823）.
- Plantarum Brasiliensum Nova Genera et Species Novae, vel minus cognitae, Aloisius Pezzati, Firenze （1825）
- Enumerazione delle specie di Piper raccolte al Brasile, in «Nuovo Giornale dei Letterati», 1828, n. XL (luglio agosto), parte scientifica, pp. 3-11.
- Descrizione di una specie di Elettari o Cardamomo del Brasile, in «Nuovo Giornale dei Letterati», 1828, n. XL (luglio agosto), parte scientifica, pp. 12-16.